# Südinsel (Neuseeland)
Die Südinsel Neuseelands (englisch South Island, Māori Te Wai-pounamu) hat eine Fläche von 150.437 km² und wird durch die 35 km breite Cookstraße von der dichter besiedelten Nordinsel getrennt. Auf ihr liegt in den Neuseeländischen Alpen der Aoraki/Mount Cook, mit 3724 m der höchste Gipfel Neuseelands sowie Ozeaniens außerhalb von Neuguinea und Hawaii. Im Osten der Insel befinden sich dagegen die sanft abfallenden Canterbury Plains und im Süden zahlreiche Fjorde.
Die Südinsel ist nur spärlich besiedelt. Obwohl ihre Fläche fast der Hälfte der Fläche Deutschlands entspricht, leben auf der Südinsel nur etwa so viele Menschen wie in Köln. Die größten Städte der Südinsel sind Christchurch mit 341.469 Einwohnern und Dunedin mit 120.249 Einwohnern (Stand 2013).
Der Māori-Name für die Südinsel lautet Te Wai-pounamu (‚Jadewasser‘) oder auch Te Waka-a-Māui (‚Das Kanu von Māui‘).
Im 19. Jahrhundert wurde die heutige Südinsel als Mittelinsel bezeichnet. Als Südinsel galt damals die kleine Stewart Island südlich der heutigen Südinsel.
Historische Provinzen der Südinsel waren
- Nelson
- Otago
- Canterbury
- Marlborough
- West Coast
- Southland

Städte und Gemeinden auf der Südinsel (Auswahl)
- Ashburton
- Blenheim
- Christchurch
- Dunedin
- Greymouth
- Hokitika
- Invercargill
- Kaikoura
- Nelson
- Oamaru
- Omarama
- Te Anau
- Timaru
- Queenstown
- Wanaka
- Westport